# Зугдидский уезд
Зугди́дский уезд — административно-территориальная единица в составе Кутаисской губернии. Административный центр — город Зугдиди.

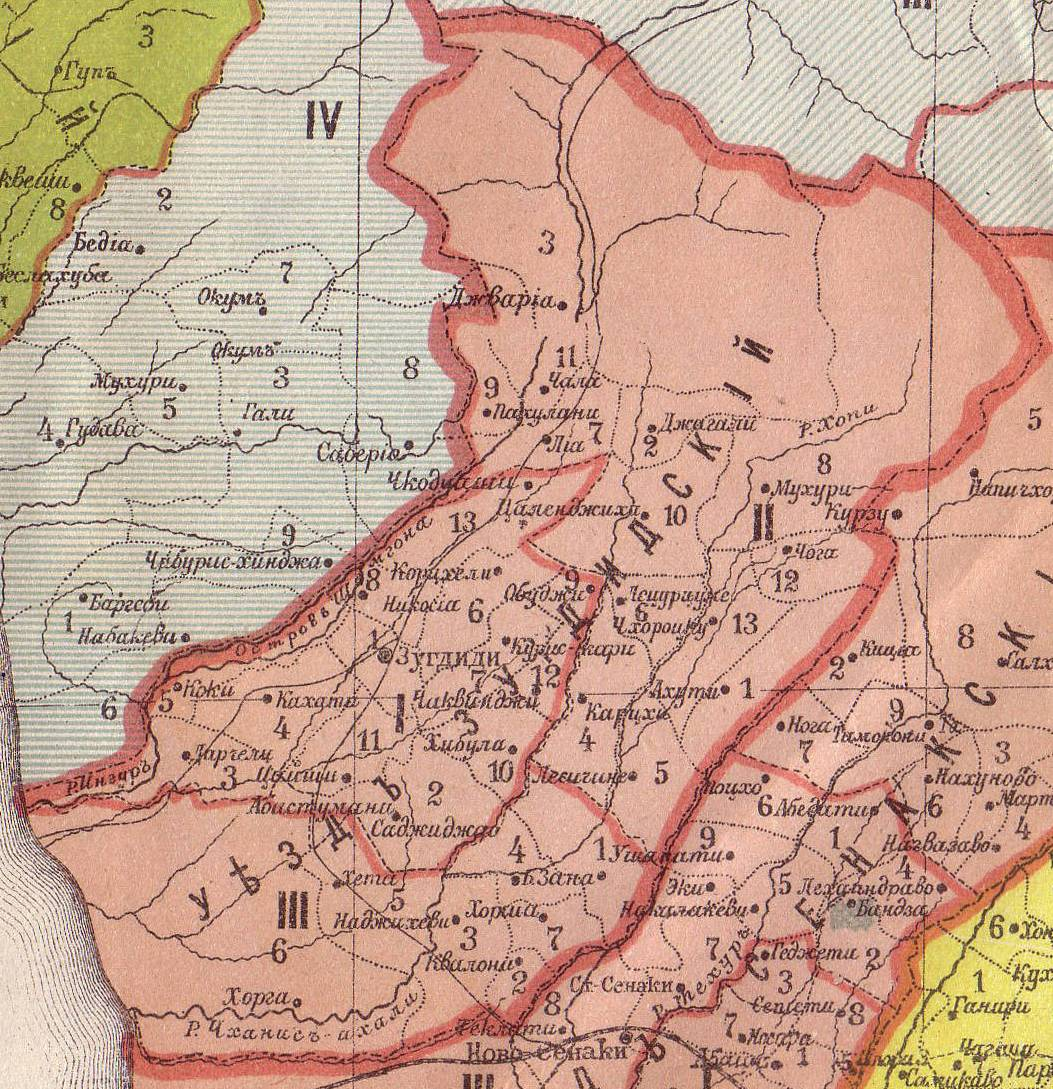
Зугдидский уезд

## История
Уезд образован в 1846 году в составе Кутаисской губернии на территории исторической области Мингрелия.
В 1918 году Зугдидский уезд в составе Кутаисской губернии вошёл в состав Грузинской Демократической Республики.

## Население
Население 114 869 человек (1897), в том числе в городе Зугдиди — 3407 чел., городе Редут-Кале — 780 чел.

### Национальный состав
Национальный состав по переписи 1897 года:
- мингрелы — 113 034 чел. (98,40 %),
- русские — 121 чел. (0,11 %),

## Административное деление
В 1913 году в состав уезда входило 34 сельских правлений:
| - Абастуманское — с. Абастумани, - Ахутское — с. Ахути, - Дарчельское — с. Дарчели, - Джварское — с. Джвари, - Джгальское — с. Джгали, - Занское — с. Зана Большая, - Зугдидское — м. Зугдиди, - Карцхельское — с. Карцхели, - Кахатское — с. Кахати, | - Квалонское — с. Квалони, - Кирцхинское — с. Кирцхи, - Кокское — с. Коки Большие, - Кулис-Карское — с. Кулис-Кари, - Лесичинское — с. Лесичина, - Лецурцумское — с. Лецурцума, - Лийское — с. Лия, - Мухурское — с. Мухури, - Наджикевское — с. Наджикеви, | - Никосийское — с. Никосия, - Обджинское — с. Обуджи, - Пахцланское — с. Пахцланское, - Саджиджавское — с. Саджиджая, - Хетское — с. Хета, - Хибульское — с. Хубула, - Хопское — с. Хопи, - Хоргинское — с. Хорга, | - Хоршинское — с. Хорша, - Цайшское — с. Цайша, - Цаленджихское — м. Цаленджиха, - Чайквинджское — с. Чайквинджа, - Чальское — с. Чала, - Чкадуашское — с. Чкадуаши, - Чхороцкуское — с. Чхороцку, - Чогское — с. Чога. |